# Psara
Psara (řecky Ψαρά) je řecký ostrov ležící v Egejském moři 22 km západně od ostrova Chios. Spolu s okolními malými neobydlenými ostrůvky a s ostrovem Antipsara tvoří stejnojmennou obec. Spolu s ostrovy Inousses a Chios je součástí stejnojmenné regionální jednotky v kraji Severní Egeis. Ve stejnojmenném hlavním městě žije 454 obyvatel ostrova. Má rozlohu 44,5 km.

## Obec
Obec se skládá z města Psara (454) a Kláštera Nanebevzetí Panny Marie (Mone Koimeseos Theotokou) na ostrově Psara, obydleného ostrova Antipsara (4) a z neobydlených ostyrovů Agios Nikolaki, Dakalio, Kato Nisi, Mastrogiorgi a Prasonisi

## Příroda
Ostrov je hornatý a neúrodný, vegetaci tvoří převážně chrpa trnitá. Obyvatelé se zabývají chovem koz, včelařstvím a lovem ryb a langust.

## Historie

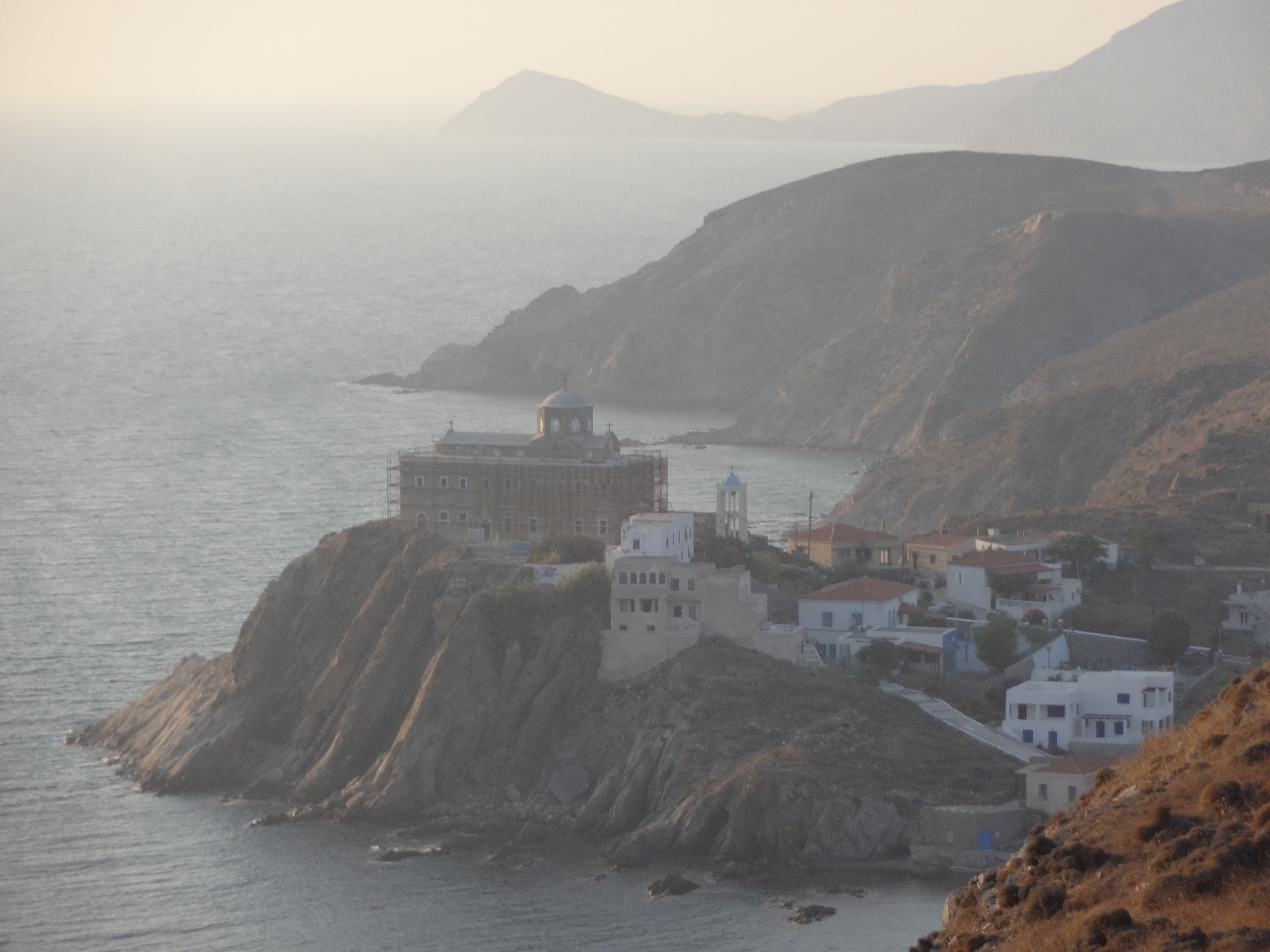
Chrám sv. Mikuláše na ostrově Psara.

Ostrov byl osídlen již v dobách mykénské civilizace, je zmíněn v Homérově díle pod názvem Psyra. V roce 1821 zde zahájil Konstantinos Kanaris povstání proti osmanské nadvládě. Turci ostrov dobyli v červenci 1824 a místní obyvatele povraždili nebo odvlekli do otroctví, počet obětí se odhaduje na sedm tisíc.